# Czas połowicznego rozpadu

Wykładnicze zmniejszanie się liczby N cząstek z upływem czasu t czasu.

Czas połowicznego rozpadu (zaniku), okres połowicznego rozpadu (zaniku) {\displaystyle T_{1/2}} – czas, w którym liczba nietrwałych mikroobiektów (ilość substancji) redukuje się do połowy wartości początkowej. Termin ten jest powszechnie używany w fizyce jądrowej do opisania, jak szybko niestabilne atomy ulegają rozpadowi radioaktywnemu lub jak długo przetrwają stabilne atomy. Termin ten jest również używany bardziej ogólnie do scharakteryzowania dowolnego procesu zachodzącego zgodnie z prawem rozpadu naturalnego (lub rzadko niewykładniczego). Na przykład nauki medyczne odnoszą się do biologicznego okresu półtrwania leków i innych substancji chemicznych w organizmie człowieka. Odwrotnością okresu półtrwania (przy wzroście wykładniczym) jest czas podwojenia.
Liczba obiektów {\displaystyle N} (jąder atomowych, cząstek elementarnych, atomów, cząsteczek w stanach wzbudzonych) zmienia się z upływem czasu {\displaystyle t} wg zależności:
{\displaystyle N(t)=N_{0}\cdot \left({\frac {1}{2}}\right)^{\frac {t}{T_{1/2}}},}
gdzie {\displaystyle N_{0}} – liczba obiektów w chwili {\displaystyle t=0.}
Z wzoru {\displaystyle N(t)} dla {\displaystyle t=T_{1/2}} otrzyma się:
{\displaystyle N(T_{1/2})=N_{0}\cdot \left({\frac {1}{2}}\right)^{\frac {T_{1/2}}{T_{1/2}}}=N_{0}\cdot {\frac {1}{2}}}
po czasie {\displaystyle t=T_{1/2}} pozostanie połowa początkowej liczby, zgodnie z definicją czasu połowicznego rozpadu.
Czas połowicznego rozpadu jądra danego izotopu promieniotwórczego nie zależy od czynników zewnętrznych (temperatura, ciśnienie, stan skupienia, obecność atomu izotopu w cząsteczce związku chemicznego). Po czasie połowicznego rozpadu aktywność promieniotwórcza próbki zmniejsza się o połowę.

## Stała rozpadu. Średni czas życia
Szybkość przemian zachodzących zgodnie z prawem rozpadu naturalnego opisywana jest przez równoważne parametry:
{\displaystyle T_{1/2}} – czas połowicznego rozpadu,
{\displaystyle \lambda } – stała rozpadu, określa prawdopodobieństwo zajścia jednej przemiany w jednostce czasu,
{\displaystyle \tau } – średni czas życia, czas, po którym pozostaje 1/e początkowej liczby cząstek.
Między wielkościami zachodzą związki:
{\displaystyle \tau =\langle t\rangle ={\frac {\int \limits _{0}^{\infty }te^{-\lambda t}dt}{\int \limits _{0}^{\infty }e^{-\lambda t}dt}}.}
Po obliczeniu całek w powyższym wzorze otrzymuje się:
{\displaystyle \tau ={\frac {-1/\lambda ^{2}}{-1/\lambda }}={\frac {1}{\lambda }}.}
Średni czas życia jest odwrotnością stałej rozpadu.

## Prawdopodobieństwo przeżycia
Z początkowych {\displaystyle N_{0}} cząstek nietrwałych, po czasie {\displaystyle t} ich ilość zmniejsza się do {\displaystyle N(t).} Prawdopodobieństwo przeżycia przez cząstkę czasu {\displaystyle t} opisuje zależność:
{\displaystyle P(t)={\frac {N(t)}{N_{0}}}=e^{-\lambda t}.}
Z czasem połowicznego rozpadu związane jest prawdopodobieństwo przeżycia cząstki równe 1/2 (z powyższego wzoru wynika bowiem, że {\displaystyle P=1/2} dla {\displaystyle t={\frac {\ln 2}{\lambda }}=T_{1/2}}).
Oznacza to, że prawdopodobieństwo przeżycia przez cząstkę dwóch okresów połowicznego rozpadu wynosi (1/2)^2=1/4, trzech – (1/2)^3=1/8.

## Rozpad stanu początkowego na dwa i więcej stanów końcowych
Niektóre cząstki rozpadają się na dwa, trzy itd. różne produkty finalne. Jeżeli poszczególne procesy są niezależne i mają charakter wykładniczy o czasach połowicznego rozpadu {\displaystyle t_{1},t_{2},t_{3},\dots ,} to czas połowicznego rozpadu {\textstyle T_{1/2}} uwzględniający wszystkie te procesy wyraża wzór:
{\displaystyle {\frac {1}{T_{1/2}}}={\frac {1}{t_{1}}}+{\frac {1}{t_{2}}}+{\frac {1}{t_{3}}}+\ldots }
Czas połowicznego rozpadu wybranych pierwiastków promieniotwórczych.
| Izotop                                   | Nazwa        | Czas {\displaystyle T_{1/2}} |
| ---------------------------------------- | ------------ | ---------------------------- |
| {\displaystyle _{1}^{3}\mathrm {H} }     | wodór (tryt) | 12 lat                       |
| {\displaystyle _{3}^{8}\mathrm {Li} }    | lit          | 0,8 s                        |
| {\displaystyle _{5}^{12}\mathrm {B} }    | bor          | 0,02 s                       |
| {\displaystyle _{6}^{14}\mathrm {C} }    | węgiel       | 5730 lat                     |
| {\displaystyle _{7}^{12}\mathrm {N} }    | azot         | 0,011 s                      |
| {\displaystyle _{7}^{13}\mathrm {N} }    | azot         | 10 min                       |
| {\displaystyle _{7}^{16}\mathrm {N} }    | azot         | 7,2 s                        |
| {\displaystyle _{9}^{18}\mathrm {F} }    | fluor        | 110 min                      |
| {\displaystyle _{19}^{40}\mathrm {K} }   | potas        | 1,3 mld lat                  |
| {\displaystyle _{43}^{99}\mathrm {Tc} }  | technet      | 6 h                          |
| {\displaystyle _{53}^{131}\mathrm {I} }  | jod          | 8 dni                        |
| {\displaystyle _{84}^{218}\mathrm {Po} } | polon        | 45 s                         |
| {\displaystyle _{86}^{222}\mathrm {Rn} } | radon        | 3,8 dnia                     |
| {\displaystyle _{88}^{226}\mathrm {Ra} } | rad          | 1600 lat                     |
| {\displaystyle _{92}^{238}\mathrm {U} }  | uran         | 4,5 mld lat                  |

## Biologiczny czas połowicznego rozpadu
Wprowadza się także biologiczny okres półtrwania {\displaystyle T_{biol},} odpowiadający okresowi, po jakim nastąpi zmniejszenie aktywności danego izotopu promieniotwórczego do połowy wartości wchłoniętej do środowiska lub organizmu. Tak zdefiniowany czas połowicznego rozpadu jest niemal zawsze krótszy od czasu fizycznego, ponieważ rozważane cząstki mogą być usuwane z rozważanego układu.

## Efektywny czas połowicznego rozpadu
W medycynie nuklearnej wprowadza się dodatkowo pojęcie efektywnego czasu połowicznego rozpadu Tef. Określa on, po jakim czasie aktywność izotopu promieniotwórczego zmaleje o połowę wskutek jej zaniku wynikającego z prawa rozpadu naturalnego oraz wydalania z organizmu, jego wartość jest:
{\displaystyle {\frac {1}{T_{ef}}}={\frac {1}{T_{fiz}}}+{\frac {1}{T_{biol}}},}
{\displaystyle T_{ef}={\frac {T_{fiz}\cdot T_{biol}}{T_{fiz}+T_{biol}}}.}